# Стипендія Президента України для молодих письменників і митців
Стипендії Президента України для молодих письменників і митців у сфері музичного, театрального, образотворчого, хореографічного, естрадно-циркового мистецтва та кіномистецтва – іменні стипендії, що призначаються громадянам України віком від 14 до 35 років - молодим письменникам, митцям у сфері музичного, театрального, образотворчого, хореографічного, естрадно-циркового мистецтва та кіномистецтва, які мають творчі досягнення.

## Дата заснування
23 січня 2018 р.

## Засновник
Президент України.

## Кількість стипендій
Щороку призначаються 250 стипендій.

## Порядок відбору кандидатів на здобуття стипендій

### Комісія з відбору кандидатів на здобуття стипендій
Для забезпечення кваліфікованого та об’єктивного розгляду пропозицій щодо добору кандидатів для призначення стипендій Президента України для молодих письменників і митців у сфері музичного, театрального, образотворчого, хореографічного, естрадно-циркового мистецтва та кіномистецтва утворюється Комісія з відбору кандидатів на здобуття стипендій, яка є постійно діючим консультативно-дорадчим органом Міністерства культури України. Комісію очолює голова, який є заступником Міністра культури України. Персональний склад комісії затверджується наказом Мінкультури раз на три роки, до її складу входять письменники, митці та інші фахівці у сфері музичного, театрального, образотворчого, хореографічного, естрадно-циркового мистецтва та кіномистецтва (за згодою, на громадських засадах, не менше дев’яти членів комісії).

### Пропозиції щодо здобуття стипендій
Пропозиції на здобуття стипендій вносяться шляхом самовисування молодими письменниками і митцями у сфері музичного, театрального, образотворчого, хореографічного, естрадно-циркового мистецтва і кіномистецтва віком від 14 до 35 років, які мають творчі досягнення.

### Склад документів
На здобуття стипендій до Мінкультури подаються зокрема документи:
- мотиваційний лист з викладеними підставами для отримання стипендії;
- заявка на здобуття стипендії;
- дві рекомендації від провідних діячів культури і мистецтва (в довільній формі);
- документи, що підтверджують творчі досягнення (залежно від сфери діяльності):
- копії матеріалів, що підтверджують участь або наявність перемог претендента у культурно-мистецьких заходах, проектах (дипломи, програмки, каталоги, рецензії в ЗМІ тощо);
- літературні твори (рукопис або видання) (для письменників);
- аудіо-, відеозаписи, нотні матеріали (для композиторів, митців у сфері музичного мистецтва);
- відеозаписи (для митців театрального, хореографічного, естрадно-циркового мистецтва та кіномистецтва);
- кольорові фото творчих робіт розміром 15 х 20 см із зазначенням автора, року створення роботи, а також портфоліо (для митців образотворчого мистецтва).

### Критерії відбору
Комісія відбирає кандидатів на здобуття стипендій за критеріями:
- наявність творчого обдарування;
- рівень професійної майстерності;
- участь у міжнародних та всеукраїнських культурно-мистецьких заходах та/або наявність перемог у конкурсах, фестивалях та інших мистецьких заходах.

### Уповноважений орган
Стипендії призначаються Указом Президента України. Подання про призначення стипендій вноситься Кабінетом Міністрів України (за пропозиціями Міністерства культури України).
Організаційно-методичний супровід здійснює Державне агентство України з питань мистецтв та мистецької освіти.

### Джерело фінансування
Фінансування виплат стипендій здійснюється за рахунок видатків, визначених у Державному бюджеті України на ці цілі.

### Строки стипендій
Стипендії призначаються щорічно указом Президента України.
Стипендії можуть призначатися повторно, але не більше двох разів.

### Виплата стипендії
Виплата стипендій провадиться щомісяця, починаючи з першого числа місяця, наступного за місяцем, у якому прийнято рішення про їх призначення.

Стипендії призначаються у розмірі одного прожиткового мінімуму для працездатних осіб (У 2018 році прожитковий мінімум на одну особу в розрахунку на місяць для працездатних осіб встановлено в розмірі: з 1 січня 2018 року – 1762 гривні, з 1 липня – 1841 гривня, з 1 грудня – 1921 гривня).
Учням, студентам, аспірантам та асистентам-стажистам стипендії призначаються незалежно від отримання ними академічних та/або соціальних стипендій.

Виплата стипендії провадиться шляхом перерахування коштів на особовий рахунок стипендіата у банку.

## Звітування стипендіатів
Стипендіат за десять календарних днів до дати закінчення виплати стипендії подає Міністерству культури України звіт про творчі досягнення за стипендіальний період.